# Jagdschloss Grünau

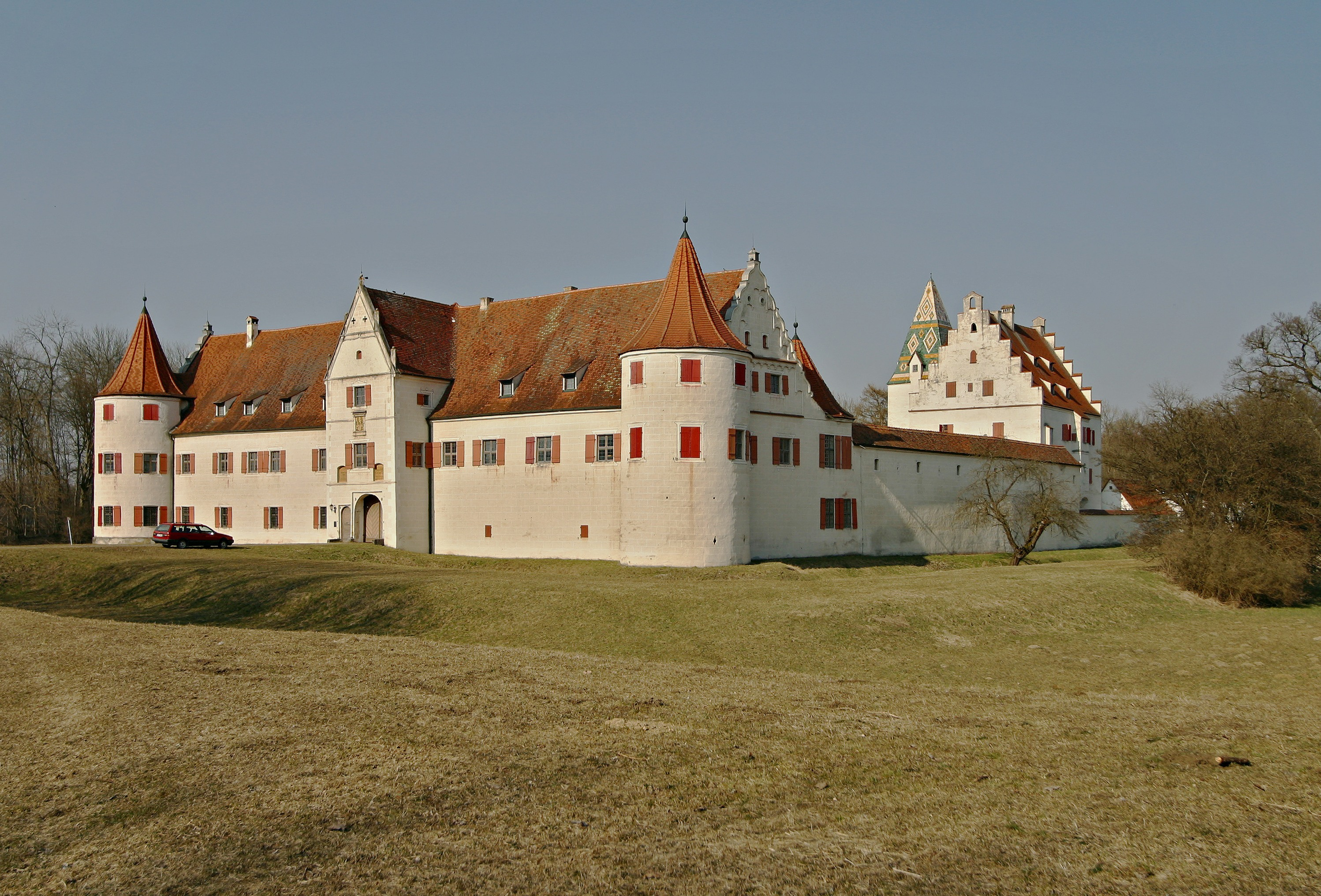
Jagdschloss Grünau (von Süden)

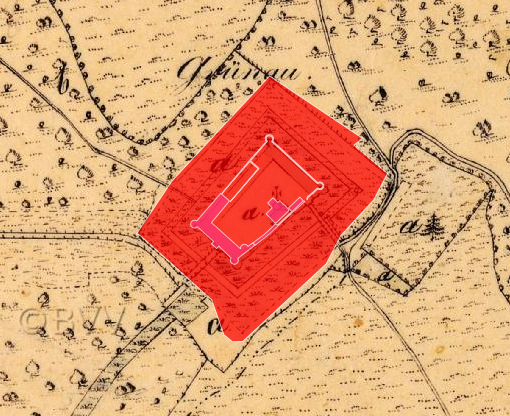
Lageplan von Jagdschloss Grünau auf dem Urkataster von Bayern

Das Jagdschloss Grünau liegt in Grünau, einem Ortsteil der Stadt Neuburg an der Donau im Landkreis Neuburg-Schrobenhausen. Das Schloss liegt etwa sieben Kilometer östlich von Neuburg an der Donau im größten zusammenhängenden Auwaldgebiet Mitteleuropas. Die Anlage ist unter der Aktennummer D-1-85-149-229 als denkmalgeschütztes Baudenkmal von Grünau verzeichnet. Ebenso wird sie als Bodendenkmal unter der Aktennummer D-1-7233-0226 im Bayernatlas als „mittelalterliche und frühneuzeitlich Befunde im Bereich des Jagdschlosses Grünau“ geführt.

## Geschichte
Der Wittelsbacher Pfalzgraf Ottheinrich ließ das Jagdschloss für seine Ehefrau Susanna von Bayern ab 1530 errichten. Zunächst wurde der wohnturmartige Kernbau, das Alte Schloss 1530/31 errichtet, der 1537/39 durch verschiedene Flügel um einen großen Hof herum ergänzt und nach Unterbrechungen 1555 fertig gestellt wurde. Im Inneren des Kernbaus ist die Raumstruktur aus der Erbauungszeit noch weitgehend erhalten. Es sind die Raumfunktionen von Tafelstube, zwei herrschaftlichen Appartements, bestehend aus Wohnstube und Schlafkammern und einer gemeinsamen Nebenstube (Studiolo, Kabinett) sowie weiteren Räumen unter dem Dach noch gut ablesbar. Die umfangreichen, dort noch erhaltenen Wandmalereien wurden meist von Jörg Breu dem Jüngeren begonnen und später ergänzt.
Ursprünglich wurde Grünau als Wasserschloss erbaut, allerdings sind die Gräben inzwischen verlandet. Heute befindet sich das Jagdschloss im Eigentum des Wittelsbacher Ausgleichsfonds.

## Heutige Nutzung
Im Jagdschloss Grünau werden kulturelle Veranstaltungen, wie beispielsweise Konzerte veranstaltet. Seit 2005 finden hier manchmal im Mai Gartentage und im Dezember ein Weihnachtsmarkt statt.
Im Rahmen des Naturschutz-Großprojektes „Dynamisierung der Donauauen zwischen Neuburg und Ingolstadt“ ist hier seit 2006 das Aueninstitut Neuburg untergebracht. Seit 2010 ist es Teil der Katholischen Universität Eichstätt-Ingolstadt.
Am 19. April 2008 fand die Eröffnung des „Auenzentrums Neuburg“ statt.

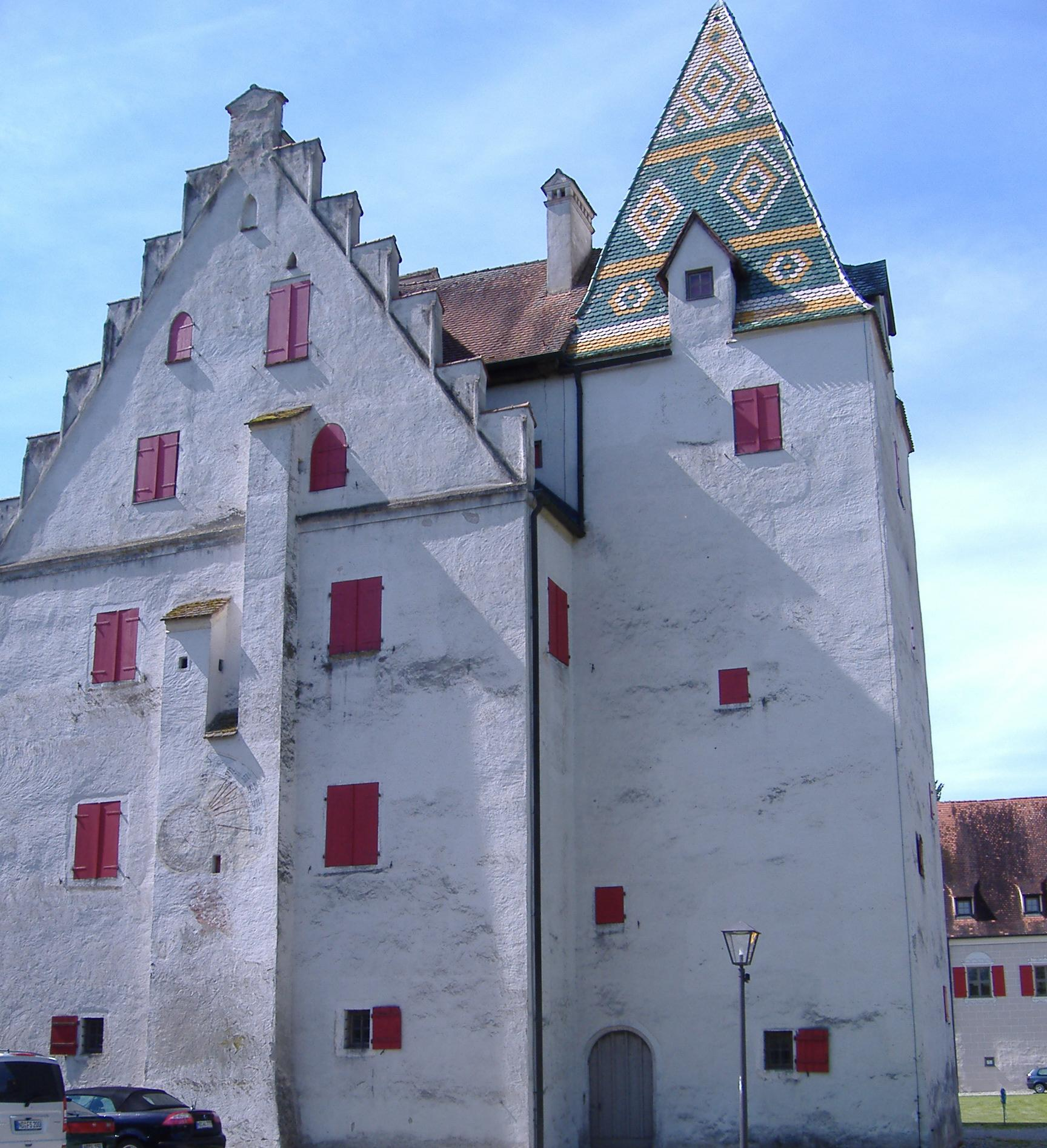
Nördliche Hofansicht
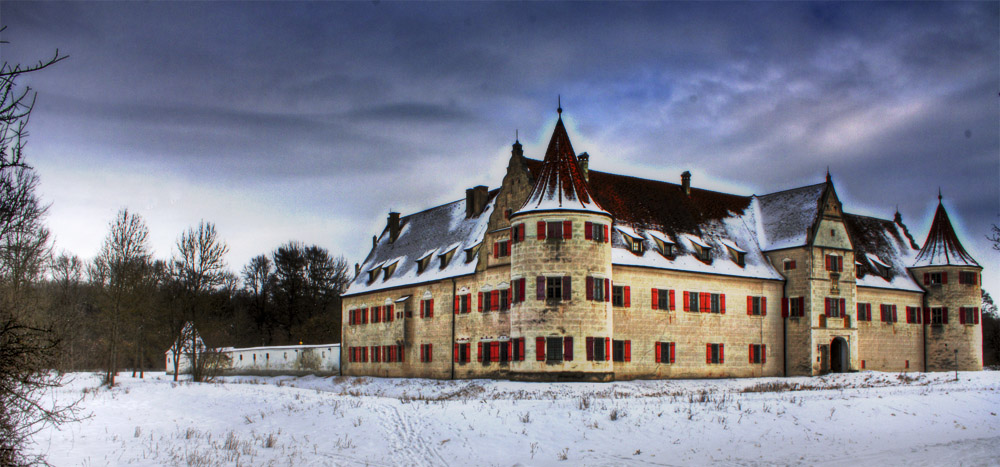
Ansicht von Westen
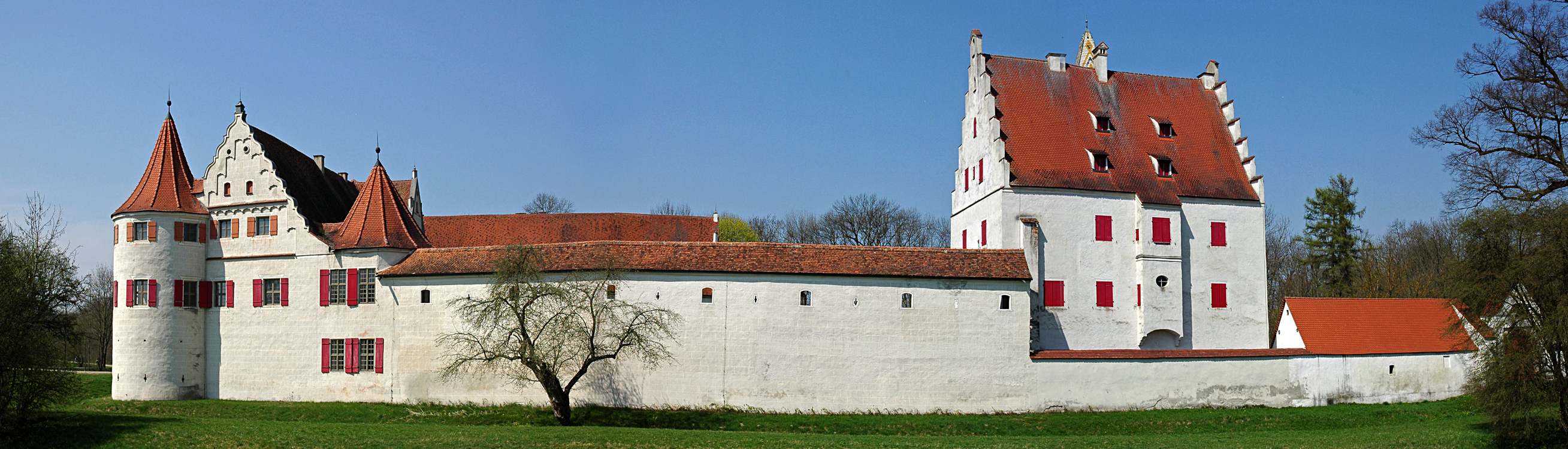
Ansicht von Südosten